# Futbol'nyj Klub Zorja Luhans'k 2011-2012
Questa voce raccoglie le informazioni riguardanti il Futbol'nyj Klub Zorja Luhans'k nelle competizioni ufficiali della stagione 2011-2012.

## Stagione
Nella stagione 2011-2012 il FK Zorja Luhans'k ha disputato la Prem"jer-liha, massima serie del campionato ucraino di calcio, terminando la stagione al tredicesimo posto con 26 punti conquistati in 30 giornate, frutto di 6 vittorie, 8 pareggi e 16 sconfitte. Nella Coppa d'Ucraina è sceso in campo a partire dai sedicesimi di finale: dopo aver eliminato prima lo Slovchlib e poi il Sumy, ha raggiunto i quarti di finale dove è stato eliminato dal Metalurh Donec'k dopo i tempi supplementari.

## Rosa
| N. |                                 | Ruolo | Calciatore           |
| -- | ------------------------------- | ----- | -------------------- |
| 1  | Ucraina (bandiera)              | P     | Jurij Martyščuk      |
| 2  | Ucraina (bandiera)              | C     | Illja Haljuza        |
| 3  | Slovacchia (bandiera)           | C     | Lukáš Tesák          |
| 4  | Ucraina (bandiera)              | D     | Jevhen Lozyns'kyj    |
| 5  | Ucraina (bandiera)              | D     | Ihor Korotec'kyj     |
| 6  | Ucraina (bandiera)              | C     | Mykyta Kamenjuka     |
| 7  | Ucraina (bandiera)              | C     | Artem Semenenko      |
| 8  | Serbia (bandiera)               | C     | Mihajlo Cakić        |
| 9  | Ucraina (bandiera)              | C     | Pavlo Chudzik        |
| 10 | Georgia (bandiera)              | A     | Jaba Lipartia        |
| 11 | Ucraina (bandiera)              | A     | Maksym Iljuk         |
| 11 | Nigeria (bandiera)              | A     | Lucky Idahor         |
| 12 | Ucraina (bandiera)              | P     | Vitalij Postrans'kyj |
| 14 | Bosnia ed Erzegovina (bandiera) | D     | Toni Šunjić          |
| 15 | Ucraina (bandiera)              | P     | Vitalij Vernydub     |
| 16 | Ucraina (bandiera)              | D     | Hryhorij Jarmaš      |
| 17 | Serbia (bandiera)               | D     | Nikola Ignjatijević  |
| 18 | Ucraina (bandiera)              | C     | Serhij Ferenčak      |

| N. |                    | Ruolo | Calciatore            |
| -- | ------------------ | ----- | --------------------- |
| 19 | Ucraina (bandiera) | D     | Jaroslav Olijnyk      |
| 20 | Ghana (bandiera)   | D     | Daniel Addo           |
| 21 | Brasile (bandiera) | C     | Bruno Renan           |
| 22 | Ucraina (bandiera) | D     | Vadym Mil'ko          |
| 23 | Croazia (bandiera) | A     | Ivan Rodić            |
| 25 | Ucraina (bandiera) | D     | Maksym Ihorovyč Bilyj |
| 26 | Ucraina (bandiera) | C     | Oleksandr Batyščev    |
| 27 | Ucraina (bandiera) | A     | Taras Lazarovyč       |
| 30 | Ucraina (bandiera) | P     | Dmytro Kozačenko      |
| 33 | Ucraina (bandiera) | C     | Maksym Ivanovyč Bilyj |
| 34 | Ucraina (bandiera) | D     | Ivan Petrjak          |
| 35 | Ucraina (bandiera) | D     | Oleksandr Hricaj      |
| 37 | Ucraina (bandiera) | D     | Dmytro Chomčenovs'kyj |
| 39 | Francia (bandiera) | A     | Franck Madou          |
| 44 | Ucraina (bandiera) | C     | Serhij Siljuk         |
| 53 | Ucraina (bandiera) | C     | Pavlo M"jahkov        |
| 91 | Ucraina (bandiera) | P     | Ihor Levčenko         |
| 99 | Ucraina (bandiera) | P     | Ihor Šuchovcev        |

## Statistiche

### Statistiche di squadra
| Competizione  | Punti | In casa | In casa | In casa | In casa | In casa | In casa | In trasferta | In trasferta | In trasferta | In trasferta | In trasferta | In trasferta | Totale | Totale | Totale | Totale | Totale | Totale | DR  |
| Competizione  | Punti | G       | V       | N       | P       | Gf      | Gs      | G            | V            | N            | P            | Gf           | Gs           | G      | V      | N      | P      | Gf     | Gs     | DR  |
| ------------- | ----- | ------- | ------- | ------- | ------- | ------- | ------- | ------------ | ------------ | ------------ | ------------ | ------------ | ------------ | ------ | ------ | ------ | ------ | ------ | ------ | --- |
| Prem"jer-liha | 26    | 15      | 5       | 3       | 7       | 17      | 23      | 15           | 1            | 5            | 9            | 17           | 35           | 30     | 6      | 8      | 16     | 34     | 58     | -24 |
| Kubok Ukraïny | -     | 1       | 0       | 0       | 1       | 0       | 1       | 2            | 2            | 0            | 0            | 5            | 1            | 3      | 2      | 0      | 1      | 5      | 2      | +3  |
| Totale        | -     | 16      | 5       | 3       | 8       | 17      | 24      | 17           | 3            | 5            | 9            | 22           | 36           | 33     | 8      | 8      | 17     | 39     | 60     | -21 |